# El Mango (aldea)
El Mango es una aldea del municipio de Santa Ana, departamento de Petén en Guatemala. Se encuentra al sureste de la cabecera departamental, a una distancia de 21 kilómetros sobre la carretera asfaltada CA-13. En este trayecto, a unos 300 metros después del cruce para ingresar en el centro de la cabecera municipal, se encuentra la entrada al tramo de carretera de terracería de 17 kilómetros que conduce a la aldea El Mango.
El Mango posee una población de 1.393 habitantes. La topografía del terreno donde se asienta la aldea es bastante llana.

## Aspectos socioeconómicos
La actividad económica principal de la población de El Mango es la agricultura y en menor grado la ganadería. Dentro de los servicios que tiene la comunidad se puede mencionar: puestos de salud, escuela pre-primaria, primaria y nivel básico, agua entubada, señal de teléfono celular y servicio de transporte extraurbano hacia la cabecera departamental. Existen varias tiendas que venden productos de primera necesidad.
La mayoría de la población es ladina, con un pequeño porcentaje de indígenas.